# Базил де Карвальо
Базил де Карвальо (на френски: Basile de Carvalho) е сенегалски футболист, нападател, състезаващ се за „Роял Уайт Стар“ (Брюксел).

## Кариера в България
Първият му престой в България е през лятната пауза на сезон 2007/08, когато изкарва едномесечни проби в Литекс (Ловеч) и дори взима участие в няколко контроли на „оранжевите“. Високите финансови претенции на сенегалеца окончателно отказват ловчанлии от трансфера и играчът се връща във Франция, като до договор не се стига.

### Локомотив (Пловдив)
През 2010 преминава в пловдивския „Локомотив“ след като Гара Дембеле е трансфериран в „Левски“. Поради няколко контузии пропуска част от мачовете за първенство, но прави добри впечатления с играта си и предизвиква интереса на „Левски“, които неуспешно опитват да го привлекат през януари 2011. За 2 сезона със „смърфовете“ записва 38 мача, 16 гола и 5 асистенции в А група и ги извежда до финал за Купата на България през сезон 2011/2012.

### „Левски“ (София)
По време на лятната пауза Карвальо подписва със сините, дебютирайки на 19 юли 2012 при домакинската победа с 1:0 срещу ФК Сараево. Отбелязва първото си попадение за столичния клуб от дузпа в реванша, загубен от „Левски“ с 1:3.
В А група дебютира със синята фланелка на 11 август в мач срещу Черноморец (Бургас) от първи кръг, отбелязвайки единствения гол в 65-а минута.

### Роял Уайт Стар
На 20 юли 2013 г., Базил де Карвальо преминава във втородивизионния белгийски отбор Роял Уайт Стар (Брюксел) от Левски (София). Голмайсторът изигра 33 мача и вкара 20 гола със синия екип, като става голмайстор на А група за сезон 2012/2013 година.

## Международна кариера
Въпреки че е от Сенегал, през 2010 година става част от националния тим по футбол на Гвинея Бисау, по време на квалификационни мачове за Купата на Африка през 2012. Дебютира срещу Уганда на 26 март 2011 при домакинска загуба с 0:1. На 10 август открива головата си сметка, отбелязвайки два пъти срещу отбора на Екваториална Гвинея в приятелска среща. До края на годината отбелязва още 2 попадения – срещу Кения (3 септември, квалификация за Купа на Африка 2012) и Того (11 ноември, квалификация за Световното първенство през 2014).